# Shibuya Ryo
Ryo Shibuya (sinh ngày 24 tháng 7 năm 1992) là một cầu thủ bóng đá người Nhật Bản.

## Sự nghiệp câu lạc bộ
Ryo Shibuya đã từng chơi cho Tokyo Verdy.